# Margarete Stokowski
Margarete Stokowski (ur. 1986 w Zabrzu) – polsko-niemiecka publicystka, felietonistka, pisarka i eseistka. Aktywistka społeczna, feministka.  

## Życiorys
Urodziła się w Zabrzu. W wieku dwóch lat razem z rodziną przeniosła się do Berlina i wychowała w jednej z dzielnic tego miasta – Neukölln. Początkowo, za sprawą lektury biografii Marii Skłodowskiej-Curie chciała studiować fizykę, jednak ostatecznie poszła na studia filozoficzne i socjologiczne na Uniwersytecie Humboldtów w Berlinie, które ukończyła w 2014 roku pisząc pracę o Simone de Beauvoir.  
Najbardziej znana jest z serii cotygodniowych artykułów, które pisze dla niemieckiego tygodnika Der Spiegel. Porusza w nich temat między innymi feminizmu w Niemczech. Liczba odsłon jej publikacji dochodzi nawet do 900 tysięcy. Dziennik Süddeutsche Zeitung stwierdził, że jest ona  „najgłośniejszym głosem niemieckiego feminizmu".   
Opublikowała dwie książki: Untenrum frei i Die letzten Tage des Patriarchats. 
We wrześniu 2019 roku przyznano jej Nagrodę im. Kurta Tucholskiego, a 24 listopada tego samego roku w Darmstadt wręczono jej Luise-Büchner-Preis für Publizistik. 
Jest związana z Jensem Friebe, niemieckim muzykiem. 